# Campiglossa berlandi
Campiglossa berlandi este o specie de muște din genul Campiglossa, familia Tephritidae, descrisă de Seguy în anul 1932. Conform Catalogue of Life specia Campiglossa berlandi nu are subspecii cunoscute.